# ケンプ・トリー
ケンプ・トリー（Kemp Tolley、1908年4月29日 - 2000年10月28日）は、アメリカ合衆国の海軍軍人、歴史家。最終階級は海軍少将。
海軍退役後、太平洋、中国、ソ連におけるアメリカの海軍史に関する著作や記事を執筆した。

## 経歴

### 生い立ち
トリーは1908年4月29日に、当時アメリカの植民地だったフィリピンのマニラで生まれた。父のオスカー・ケンプ・トリー(Oscar Kemp Tolley)は陸軍中佐としてフィリピンに駐屯していた。トリーは1929年に海軍兵学校を卒業した。在学中はフラタニティ組織ファイ・アルファ・シータの会員だった。

### 軍歴
1930年代、トリーは戦艦、巡洋艦、潜水艦に乗艦した。また、中国に派遣され長江上流の砲艦「トゥトゥイラ」(PR-4)の副長(executive officer)を務めた。
トリーはロシア語、ドイツ語、フランス語、スペイン語に精通していた。

### 第二次世界大戦

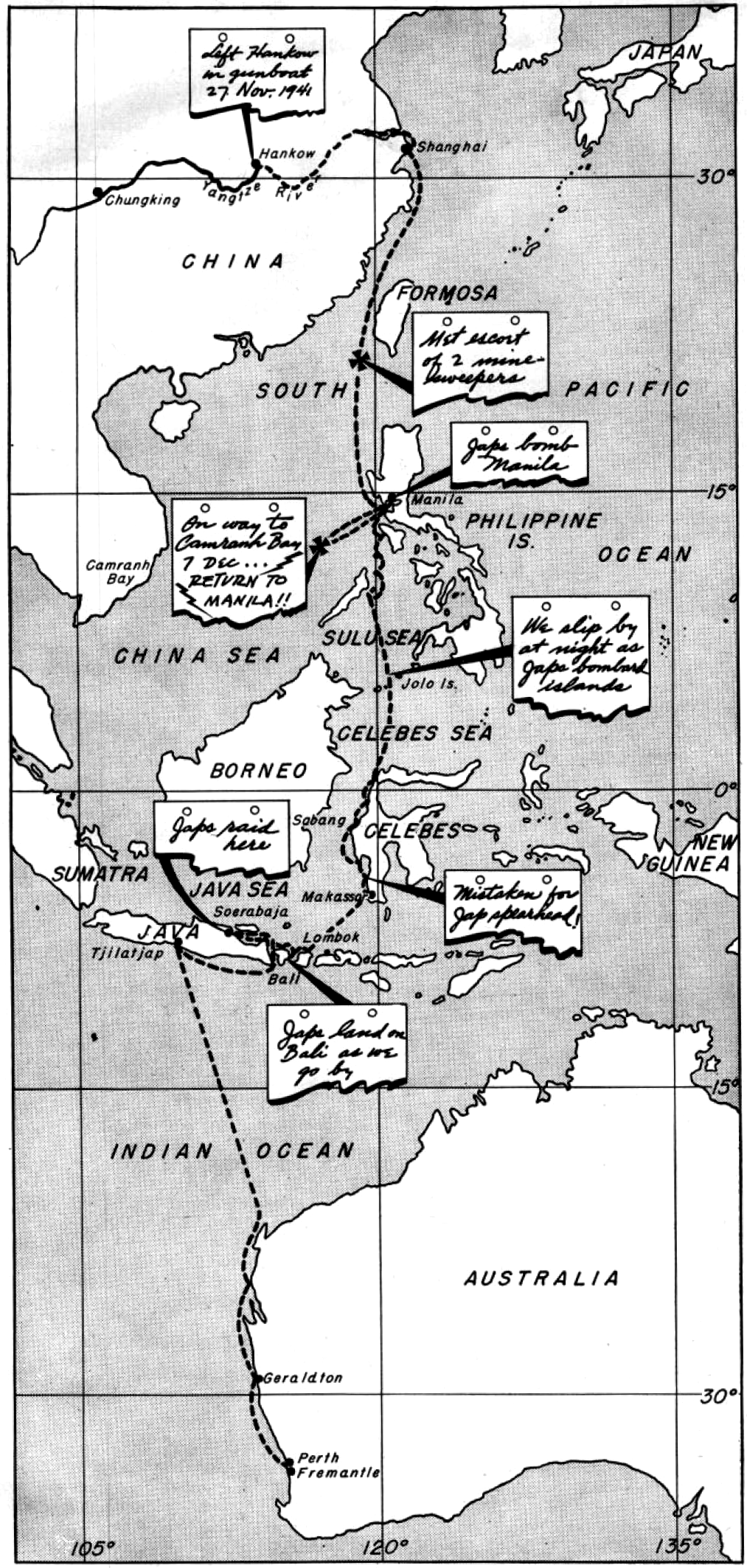
1941年から1942年にかけて、ケンプ・トリー中尉がたどった中国からオーストラリアまでのルート

1941年11月27日、当時中尉(lieutenant)だったトリーは、砲艦「ウェーク」(PR-3)に乗って中国・漢口を出発した。同艦は長江を下って上海に向かい、そこでトリーは砲艦「オアフ」(PR-6)に乗り込み、フィリピン・マニラに向かった。
1941年12月5日、トリーは、アメリカ海軍が個人所有者から徴用し、スクーナーに準じた武装を施したヨット「ラニカイ」の船長に任命され、フィリピン沖の海域を航行して、日本の軍艦を目撃したら無線で報告するように命じられた。これは、日本海軍にあえて「ラニカイ」の存在を知らせてそれを攻撃させ、アメリカ側からの開戦の口実とするためだったと見られている。しかし、日本海軍は「ラニカイ」を攻撃せず、12月8日（ハワイ時間では12月7日）にハワイで真珠湾攻撃を行ったため、「ラニカイ」には帰還命令が出された。帰還後、「ラニカイ」は陸上警備隊に配属された。
1941年12月26日、「ラニカイ」は当時のオランダ領東インドのジャワ島スラバヤへの移動を命じられた。マニラから2か月かけてスラバヤへ移動したが、ちょうどそのころに日本軍がジャワ島に侵攻し、「ラニカイ」はスラバヤ沖海戦に一時的に参加して、日本の航空機からの空爆を受けた。ジャワ島が陥落する直前、トリーは「ラニカイ」に同盟国の滞留者を乗せてジャワ島南岸のティラジャップへ避難した。「ラニカイ」は、オランダが降伏する直前の1942年2月26日にジャワ島を出港し、1942年3月18日にオーストラリアのフリーマントルに到着した。船体の修復と改装を受けた後、「ラニカイ」は1942年4月27日まで、西オーストラリアの北海岸で哨戒活動に従事した。
1942年8月、「ラニカイ」はオーストラリア海軍に引き渡された。トリーは「ラニカイ」船長の職を解かれ、ソビエト連邦の駐在武官補佐に任命された。ソ連滞在中にブラダ・グリッツェンコ(Vlada Gritzenko)と出会い、1943年に結婚した。1944年までこの任務に就き、その間に少佐(lieutenant commander)、中佐(commander)と昇進した。
1944年後半、トリーは戦艦「ノースカロライナ」に配属されて太平洋戦線に戻り、フィリピン解放の際にはレイテ湾やルソン島沖での戦闘に参加した。また、硫黄島の戦いにも参加し、沖縄戦では砲弾の破片で負傷した。
トリーは、戦中の功績によりブロンズスターメダル、戦傷によりパープルハート章、そして7つの従軍星章を受けた。

### 戦後
戦後は海軍作戦部の情報将校となり、1947年6月から1948年9月まで攻撃貨物輸送艦「バーミリオン」(AKA-107)を指揮した。
1949年から1952年まで、バージニア州ノーフォークにある統合軍幕僚学校の情報部門長を務めた。その異例の教授法は上官の顰蹙を買ったが、学生たちには人気があった。
その他、第2水陸両用群司令官のスタッフであるオペレーションオフィサーや、第5水陸両用飛行隊の司令官を務め、その間に台湾への避難計画を策定する任務に就いていた。1956年には、横須賀基地の艦隊活動の司令官に任命された。

### 退役後
トリーは1959年に海軍を退役した。退役時に、戦闘行為で勲章を受けたことが評価されて少将に昇進した。その後、メリーランド州モンクトンのコーベット村にある少年時代に住んでいた家に戻った。
引退後は、100以上の記事と、"Yangtze Patrol"（日本語訳『長江パトロール』）、"Cruise of the Lanikai"（ラニカイ号の航海）、"Caviar and Commissars"（キャビアとコミッサール）の3冊の本を執筆した。
2000年10月28日、メリーランド州コーベットの自宅で92歳で死去した。
アメリカ海軍兵学校には、トリーの胸像が建てられている。

## 著書
- Yangtze Patrol
  - 日本語訳：ケンプ・トリー 著、長野洋子 訳『長江パトロール―中国におけるアメリカ海軍』出版協同社、1988年。ISBN 9784879700483。
- Cruise of the Lanikai: Incitement to War
- Caviar and Commissars: The Experiences of a U.S. Naval Officer in Stalin's Russia

## 関連文献
- Barrow, Clay. "Midshipman Tolley." Naval History. September/October 1995, v. 9, n. 5, pages 17–21.  A profile of Kemp Tolley, "one of the most colorful men in the history of the U.S. Navy," by a former editor of the U.S. Naval Institute Proceedings. Tolley wrote Yangtze Patrol, Cruise of the Lanikai, Caviar and Commissars and dozens of published articles.
- Buckley, Thomas H. "Yangtze Patrol: The U.S. Navy in China. By Kemp Tolley." The Journal of American History, September 1972, v. 59, no. 2, pages 453-454
- Jacobus, Stephen "Shakey Jake". "Tolley's Way – One Gentleman's Adventurous Naval Career." Naval History, September/October 1995, v. 9, n.5, pages 22–23.  Biographical sketch of Admiral Kemp Tolley, author of Yangtze Patrol, who served in China and many other adventurous places.
- Rosenberg, David A. "Yangtze Patrol: The U.S. Navy in China." Military Affairs, October 1974, v. 38, page 120.  A review of Kemp Tolley's book on the Yangtze Patrol.
- Tolley, Kemp. "The Chameleon." Shipmate, October 1966, v. 29, pages 2–5.
- Tolley, Kemp. "Chinese Huntsman." Shipmate, June–July 1966, v. 29, pages 12–16.
- Tolley, Kemp. "A Day in the Life of a Chungking Gunboat." Shipmate, June–July 1967, v. 30, pages 8–12 and 17.
- Tolley, Kemp. "Three Piecee and Other Dollars Mex." Shipmate, July 1965, v. 28, pages 8–10.
- Tolley, Kemp. "YangPat – Shanghai to Chungking." U.S. Naval Institute Proceedings, June 1963, v. 89, pages 80–89.  This article emphasizes United States gunboat operations during the years 1937 to 1941.